# Quique Sánchez Flores
Enrique "Quique" Sánchez Flores (phát âm tiếng Tây Ban Nha: [ˈkike ˈsant͡ʃeθ ˈfloɾes]; sinh 5 tháng 2 năm 1965) là huấn luyện viên bóng đá người Tây Ban Nha.

## Danh hiệu

### Cầu thủ
Valencia
- Segunda División: 1986–87[1]

Real Madrid
- La Liga: 1994–95[2]

U-21 Tây Ban Nha
- UEFA European Under-21 Championship: 1986[3]

### Huấn luyện viên
Benfica
- Taça da Liga: 2008–09[4]

Atlético Madrid
- UEFA Europa League: 2009–10[5]
- UEFA Super Cup: 2010[6]

Al Ahli
- UAE League Cup: 2011–12[7]
- UAE President's Cup: 2012–13[7]

Al Ain
- UAE President's Cup: 2013–14[8]

Cá nhân
- Huấn luyện viên xuất sắc nhất tháng Premier League: Tháng 12 năm 2015[9]